# Partido de la Revolución Venezolana
Partido de la Revolución Venezolana (PRV), fue un partido político venezolano, no inscrito nunca en el Consejo Nacional Electoral. Fue uno de los aparatos políticos del grupo guerrillero Fuerzas Armadas de Liberación Nacional (FALN), durante la década violenta de los sesenta en Venezuela. A partir de 1986, es el aparato legal del grupo Tercer Camino, siempre liderado por el exguerrillero Douglas Bravo.

## Origen
El Partido de la Revolución Venezolana (PRV) surge de una división del Partido Comunista de Venezuela (PCV) el 23 de abril de 1966 como fracción disidente integrada principalmente por cuadros y combatientes del Frente Guerrillero José Leonardo Chirinos, que operaba en el estado Falcón y del Frente Guerrillero Simón Bolívar del estado Lara, con la finalidad de dar continuidad a la lucha armada y bajo la dirección de Douglas Bravo. El origen del nombre surge por iniciativa de Fabricio Ojeda. 
Sus principales promotores una vez expulsados, suspendidos o deslindados del PCV, deciden construir un partido para la clase obrera, apoyado en la ideología marxista-leninista, capaz de interpretar la realidad venezolana y proyectar las luchas hacia la liberación nacional. Con este criterio se reúne la Primera Conferencia Nacional los días 22 y 23 de abril de 1966, dando origen al Partido de la Revolución Venezolana. Allí se examina la situación del país y en particular del movimiento revolucionario. Allí ratifican la vigencia de la lucha armada, por cuanto la violencia cada vez mayor del gobierno no era más que la expresión de la violencia de las clases dominantes. Se aprueba una línea clara de internacionalismo proletario, cuya verdadera esencia presupone la independencia programática. Afirman el carácter continental de la revolución en América. En esa conferencia se eligió un Comité Central y este a su vez eligió el Buró Político quedando integrado por Douglas Bravo (secretario general), Fabricio Ojeda, Andrés Pasquier, Felipe Malaver, Gregorio Lunar Márquez, Luben Petkoff, Francisco Prada, Nery Carrillo y Joel Linares. Otros miembros del Comité Central fueron: Elías Manuitt Camero, Freddy Carquéz, Nicolás Hurtado Barrios, Lino Martínez, Baltasar Ojeda, Gaspar Rojo, Alirio Chirinos, Octavio Acosta Bello, Hely Pérez y Leonardo Quintana.

## Concepción
Está fundamentado en una concepción y una práctica científica-tecnológica y una cultura que propicie la realización plena de las facultades del hombre, basado en la teoría «Proyecto utópico– herético para la creación de una nueva civilización». Mantienen e impulsan la consigna histórica de las FALN de «Liberación nacional y socialismo». 
Según Douglas Bravo, se consideraban «herejes» como una reacción al sovietismo: opuestos tanto al capitalismo de Estado como al capitalismo privado; que en el fondo consideran que es el mismo capitalismo. A su vez, dentro de sus discusiones internas el PRV llegó a la conclusión que los partidos políticos emulaban las estructuras del poder, así que optaron por una reorganización del movimiento.
Su concepción de democracia deriva en gran medida del pensamiento del anarquista ruso Mijaíl Bakunin y el filósofo alemán Rudolf Bahro, para quienes el socialismo debe ser democrático y la democracia debe ser socialista. Por otra parte, consideran que el movimiento obrero deber aliarse con profesionales, técnicos, productores y estudiantes; inspirándose en la experiencia del Mayo francés.

## Trayectoria
A mediados de los setenta formó una fachada legal denominada Ruptura, la cual publicó una revista del mismo nombre y varios libros de izquierda. En la parte militar logró consolidar cuadros serios en las Fuerzas Armadas, los cuales se mantuvieron principalmente en secreto hasta su retiro. El PRV llevó a cabo varias operaciones de importancia, especialmente el secuestro de Carlos Domínguez Chávez en junio de 1972 y la fuga de sus cuadros militares del Cuartel San Carlos, el 18 de enero de 1975 donde permanecían detenidos.
El partido fue guerrerista hasta mediados de los ochenta cuando se disolvió su Unidad Móvil. En 1983 entra en otra crisis grave que casi provoca su desaparición, es cuando adopta una evolución que se materializa en la organización “Tercer Camino – Tercer Ejército” y que se efectuará en julio de 1985. Esta crisis era provocada por dos tendencias que pugnaban por mantener sus criterios en torno a la política a seguir. Había quienes deseaban el retorno a la lucha armada y otros planteaban aprovechar la legalidad burguesa poniendo el acento fundamental en las luchas legales y pacíficas. 
En 1990, el directorio de la organización crea el "Frente Patriótico" como fachada legal para incentivar a las masas contra el gobierno de Carlos Andrés Pérez. Sin embargo a pesar de que Douglas Bravo lideraba abiertamente el Frente, mucho intelectuales como Ernesto Mayz Vallenilla, Juan Liscano, Arturo Uslar Pietri, etc., ingresaron al Frente lo que hizo que el PRV perdiera el control del mismo y terminara auto-disolviéndose en torno a los Comités de Ayuda a los Presos Políticos de las asonadas militares de febrero y noviembre de 1992. Tercer Camino es un grupo político con actividad en algunas universidades y amplios sectores vecinales. Actualmente gravitan en torno a trabajos escritos por sus teóricos.  

## Principales dirigentes históricos
- Douglas Bravo
- Fabricio Ojeda (fallecido)
- Francisco Prada Barazarte, (a) el Flaco (fallecido)
- Argelia Josefina Melet de Bravo
- Ramón Elías Morales Rossi (a) El Catire
- Ramón Elegido Sibada (a) Magoya (fallecido)
- Alí Rodríguez Araque
- Dimas Petit Vásquez
- Laura Pérez Carmona
- Alcedo Mora (víctima de desaparición forzosa, desde el 27/02/2015)[7]
- Diego Antonio Salazar Luongo (fallecido)
- Kléber Ramírez Rojas (fallecido)
- Atilio Hernández
- José Vicente "Chente" Beaujón (asesinado)

Otros miembros de esta organización han sido Hugo Chávez, Adán Chávez, Tarek William Saab, Nicolás Maduro, Luisa Ortega Díaz, Germán Ferrer, Rafael Ramírez, Saúl Ortega y Rafael Uzcátegui.

## Publicaciones
El PRV produjo muchos trabajos interesantes, entre ellos está el documento Cinco años de combate por la liberación y el socialismo fechado en abril de 1971 donde hace una revisión de su historia inicial. Otro trabajo es Documento para la polémica 1979-1984, PRV-Ruptura-FALN, escrito por Ramón Morales Rossi.